# Hisaichi Terauchi
Hisaichi Terauchi (jap. 寺内 寿一 Terauchi Hisaichi; ur. 8 sierpnia 1879 w prefekturze Tokio, zm. 12 czerwca 1946 w Johor Bahru na Malajach) – japoński marszałek polny (Gensui-Rikugun-Taishō).
Pochodził z arystokratycznej rodziny, spokrewnionej z cesarzem Hirohito. Od 1941 roku do końca wojny dowodził japońską Armią Południową. Odpowiedzialny za śmierć około 12 tys. jeńców alianckich zatrudnionych przy budowie tzw. Drogi Birmańskiej. W 1943 roku mianowany marszałkiem polnym. Kierował obroną Nowej Gwinei, Birmy i Filipin. Zmarł na udar mózgu w brytyjskim obozie jenieckim na Malajach.